# Kabinett Hübener II
Das Kabinett Hübener bildete vom 3. Dezember 1946 bis zum 10. Oktober 1949 die Landesregierung von Sachsen-Anhalt.
| Amt                                    | Name                                                                                         | Partei | Partei |
| -------------------------------------- | -------------------------------------------------------------------------------------------- | ------ | ------ |
| Ministerpräsident                      | Erhard Hübener                                                                               |        | LDP    |
| Stellvertreter des Ministerpräsidenten | Robert Siewert                                                                               |        | SED    |
| Inneres                                | Robert Siewert                                                                               |        | SED    |
| Finanzen                               | Werner Bruschke                                                                              |        | SED    |
| Justiz                                 | Erhard Hübener bis 28. Juni 1948 Erich Damerow                                               |        | LDP    |
| Wirtschaft und Verkehr                 | Willy Dieker bis 30. März 1949 Paul Lähne                                                    |        | SED    |
| Arbeit und Soziales                    | Leo Herwegen                                                                                 |        | CDU    |
| Landwirtschaft                         | Erich Damerow bis 12. Mai 1949 Ernst Brandt                                                  |        | LDP    |
| Landwirtschaft                         | Erich Damerow bis 12. Mai 1949 Ernst Brandt                                                  | SED    |        |
| Handel und Versorgung                  | Erich Damerow bis 28. Juni 1948 Martin Wiegel bis 8. Mai 1949 Otto Kamps                     |        | LDP    |
| Volksbildung, Kunst und Wissenschaft   | Ernst Thape bis November 1948 Ludwig Einicke bis März 1949 (kommissarisch) Richard Schallock |        | SED    |